# Uruk GNU/Linux
Uruk GNU/Linux-libre — операционная система на основе ядра Linux. Uruk основывается на дистрибутиве Trisquel. Название Uruk — это Иракский город, в котором говорится о её Иракском происхождении. Операционная система Uruk GNU/Linux 1.0 была выпущена 13 апреля 2016 года, и она поставляется с наиболее распространённым программным обеспечением для многих популярных задач.

## Возможности
Uruk использует ядро Linux-libre и среду рабочего стола MATE. Одной из особенностей Uruk является возможность управлять различными типами менеджеров пакетов, включая GNU Guix, urpmi, pacman, dnf. Для этого используется однострочная команда. Также, есть программа под названием «Package Managers Simulator» для имитации команд менеджеров пакетов.

## История версий
| Версия | Дата       | Версия ядра | Графическая оболочка |
| ------ | ---------- | ----------- | -------------------- |
| 1.0    | 13.04.2016 | 4.2         | MATE                 |
| 2.0    | 05.12.2017 | 4.9.66      | MATE, Xfce           |